# 奧伯斯特冰川
奧伯斯特冰川（英語：Oberst Glacier），是南極洲的冰川，位於毛德皇后地的朗希爾德公主海岸，處於南龍達訥山脈地區，流經巴爾肯山西面，在1957年由挪威製圖師根據美國海軍拍攝的空中照片繪入地圖，現時由南極條約體系管理。